# Astyanax paris
Astyanax paris és una espècie de peix de la família dels caràcids i de l'ordre dels caraciformes que viu a àrees de clima subtropical a la conca del riu Uruguai a la Província de Misiones (Argentina).
Els mascles poden assolir 8,6 cm de llargària total.